# Det blinda Sverige
Det blinda Sverige (The New Totalitarians) är en bok av den brittiske journalisten och historikern Roland Huntford som gavs ut 1971.

## Innehåll
Boken är en översikt över Sveriges sociala och historiska utveckling, där Huntford kritiskt jämför den snabba sociala omvandlingen i Sverige under 1950- och 1960-talen med Aldous Huxleys dystopi Du sköna nya värld (1932). Huntfords huvudtes var att Sveriges socialdemokratiska arbetareparti förlitat sig mindre på våld och hotelser, som de gamla totalitära staterna gjorde, utan snarare på smygövertalning och mjuk manipulation, på social ingenjörskonst. Inverkan av staten blev tydligt i de mest privata angelägenheter, i områden som tidigare inte nåtts av politisk kontroll.
Han menar också att den sexuella revolutionen i Sverige fungerar som ett surrogat för frihet. Sex hade blivit en ställföreträdande passion för ett samhälle i övrigt instängd i tristess och “engineered consent”, som kännetecknar det svenska samhället.

## Översättningar
Boken översattes av Åke Ohlmarks och gavs ut på svenska 1972. Bokens norska översättning heter "Fagre ny Sverige". Boken finns även på tyska och franska.